# Franco Scaglione

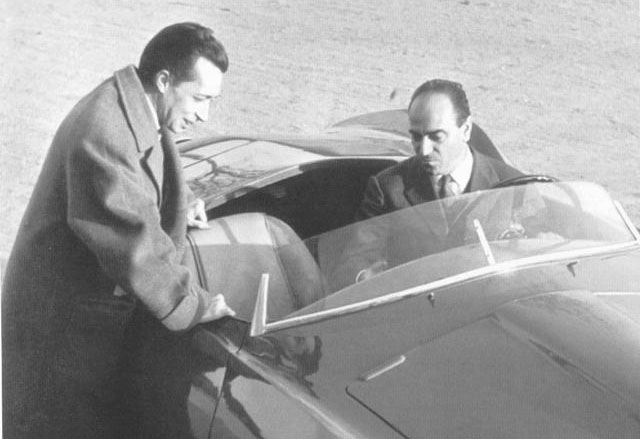
Scaglione (a sinistra) con Nuccio Bertone nel 1953

Francesco Scaglione, detto Franco (Firenze, 26 settembre 1916 – Suvereto, 19 giugno 1993), è stato un designer italiano, specializzato nel settore automobilistico.

## Biografia

### I primi anni di vita

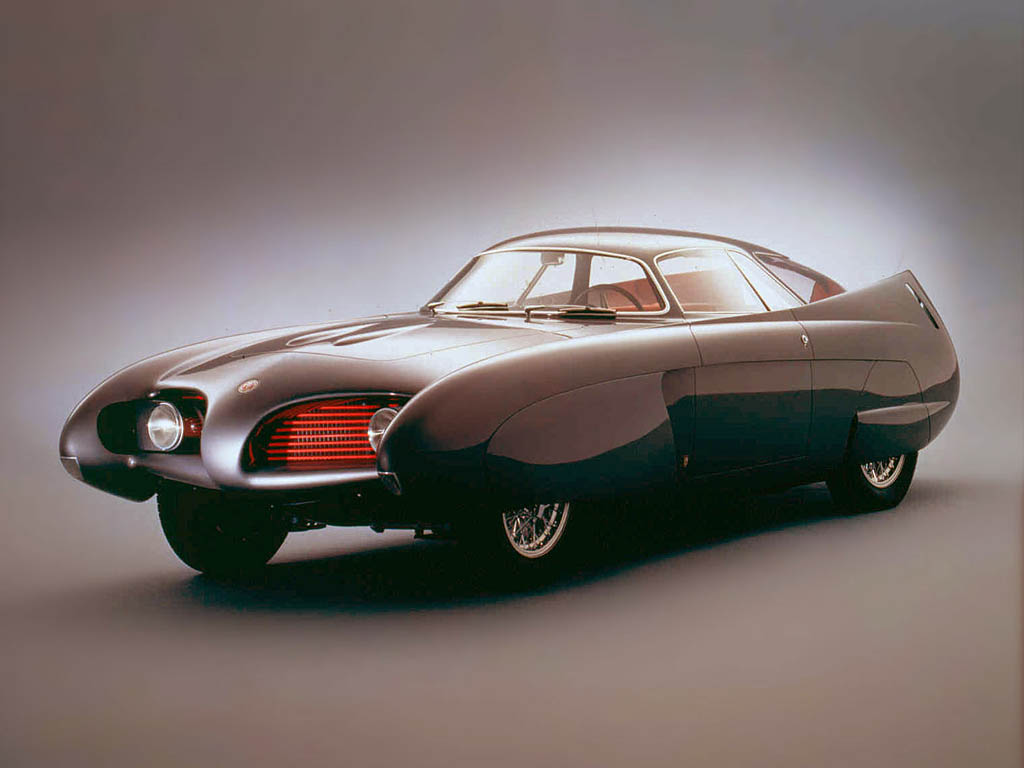
Alfa Romeo BAT 5, una delle prime vetture nate dalla matita di Scaglione

Nato a Firenze da Vittorio Scaglione, maggiore medico dell'esercito e da Giovanna Fabbri, capitano della Croce Rossa Italiana, la sua è una famiglia benestante di antichissima origine nobiliare (conti di Martirano San Nicola e Mottafilocastro). All'età di sei anni lui e il fratello minore Eugenio restano orfani del padre.
I suoi hobby preferiti sono la lettura, il tennis, l'equitazione e il canottaggio, mentre i primi studi superiori sono di indirizzo umanistico. In seguito si iscrive alla facoltà di ingegneria aeronautica e presta servizio di leva, con il grado di sottotenente, nel Genio Pontieri. Allo scoppio della seconda guerra mondiale parte volontario chiedendo di essere assegnato al Genio Guastatori e, inviato sul fronte libico, il 24 dicembre 1941 viene fatto prigioniero dalla Western Desert Force a el Duda, a sud di Tobruk. Sarà internato nel campo di detenzione di Yol, in India, dove rimane fino alla fine del 1946. Rientra in Italia il 26 dicembre con l'ultima nave trasporto prigionieri.
Raggiunge la madre a Carolei, presso Cosenza, (intanto il fratello Eugenio è morto in guerra) e passerà con lei quasi un anno per riprendersi dal trauma causata dalla lunga prigionia. Ritenuto che fosse ormai troppo tardi per terminare gli studi di ingegneria e deciso a sfruttare il suo talento nel disegno, all'inizio del 1948 si reca a Bologna dove viene assunto da un'importante sartoria in qualità di figurinista. I suoi modelli riscuotono un concreto successo, il che gli consente di sposarsi con Maria Luisa Benvenuti, nel 1948, dalla quale avrà la figlia Giovanna.

### Introduzione nel mondo del design

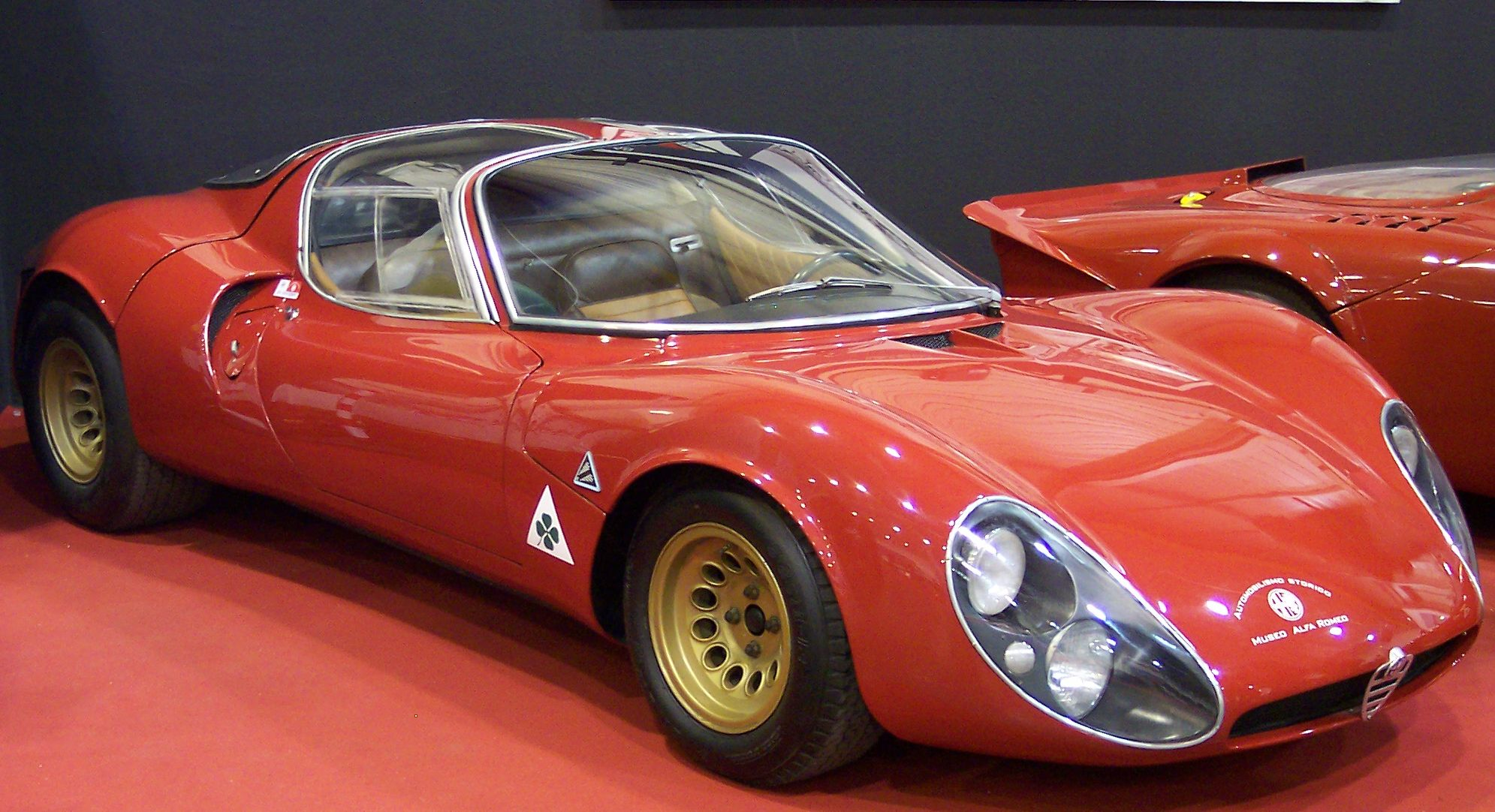
Alfa Romeo 33 Stradale del 1967, una delle vetture più famose e rappresentative del designer italiano

Tuttavia, Scaglione nutre grande interesse per il design automobilistico e aspira fortemente a poterne disegnare le carrozzerie. In questa sua passione occupa buona parte del tempo libero, realizzando bozzetti di automobili dalle linee estrose, che invia a decine di importanti carrozzerie lombarde e piemontesi. Le sue creazioni non ottengono approvazioni, a parte quella di Battista Farina che lo convoca per un colloquio e gli offre la possibilità di collaborazione.
Nell'aprile 1951, si trasferisce a Torino e lavora alla Pininfarina per qualche mese, ma non riesce a sviluppare una proficua intesa artistica, soprattutto a causa della sua grande ammirazione nei confronti dell'insigne carrozziere che lo pone in soggezione. Lasciata la Pininfarina, per un breve periodo collabora con Giovanni Michelotti alla realizzazione di alcuni modelli per la Carrozzeria Balbo.
Assunto alla Bertone, un suo progetto viene scelto da Carlo Abarth per carrozzare la dream car Fiat-Abarth 1500 Biposto che ottiene l'attenzione degli esperti ai saloni e viene acquistata dalla statunitense Packard come modello di studio.
Nasce così un sodalizio con il coetaneo Nuccio Bertone che, attraverso un rapporto diretto e collaborativo, li porterà a creare estrose dream car come le "BAT", ma anche splendide vetture di serie come le "Giulietta Sprint" e "Sprint Speciale".

Nel 1959, a causa di una banale discussione, trasformatasi in litigio, Scaglione interrompe il rapporto con la carrozzeria Bertone e inizia a lavorare in proprio: nasceranno la Lamborghini 350 GTV, l'ATS 2500 GT, la Prince Motors giapponese, la Titania, e i vari modelli dell'Intermeccanica: Apollo, Torino, Italia, Indra, IMX, Murena.

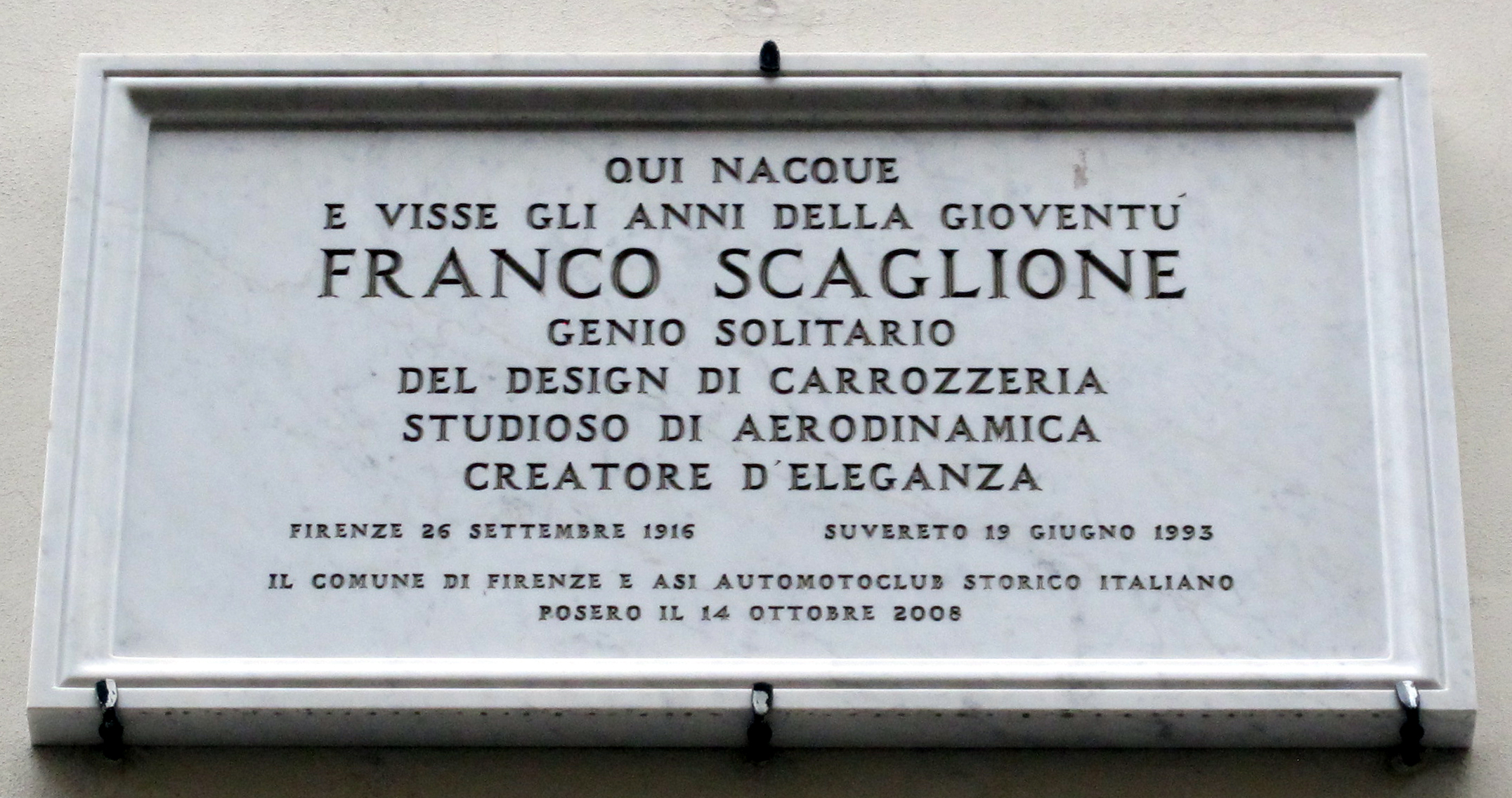
Targa commemorativa dedicata a Scaglione nei luoghi della sua infanzia a Firenze

### La 33 stradale e il termine della carriera
Nel 1967 disegnerà per l'Alfa Romeo la 33 Stradale, a detta di molti esperti e non, una delle più belle auto sportive mai progettate. Dopo il fallimento dell'Intermeccanica, fondata dall'imprenditore canadese Frank Reisner, vicenda in cui perde buona parte dei suoi risparmi, Scaglione si ritira dal lavoro per la delusione subita.
Nel 1981 si trasferisce a Suvereto, piccolo paese nella provincia di Livorno dove possiede un vecchio palazzo nella piazza centrale, conducendo una vita assai appartata. Nel luglio 1991 gli viene diagnosticato un carcinoma polmonare, per il quale morirà due anni dopo.

## I progetti
1952

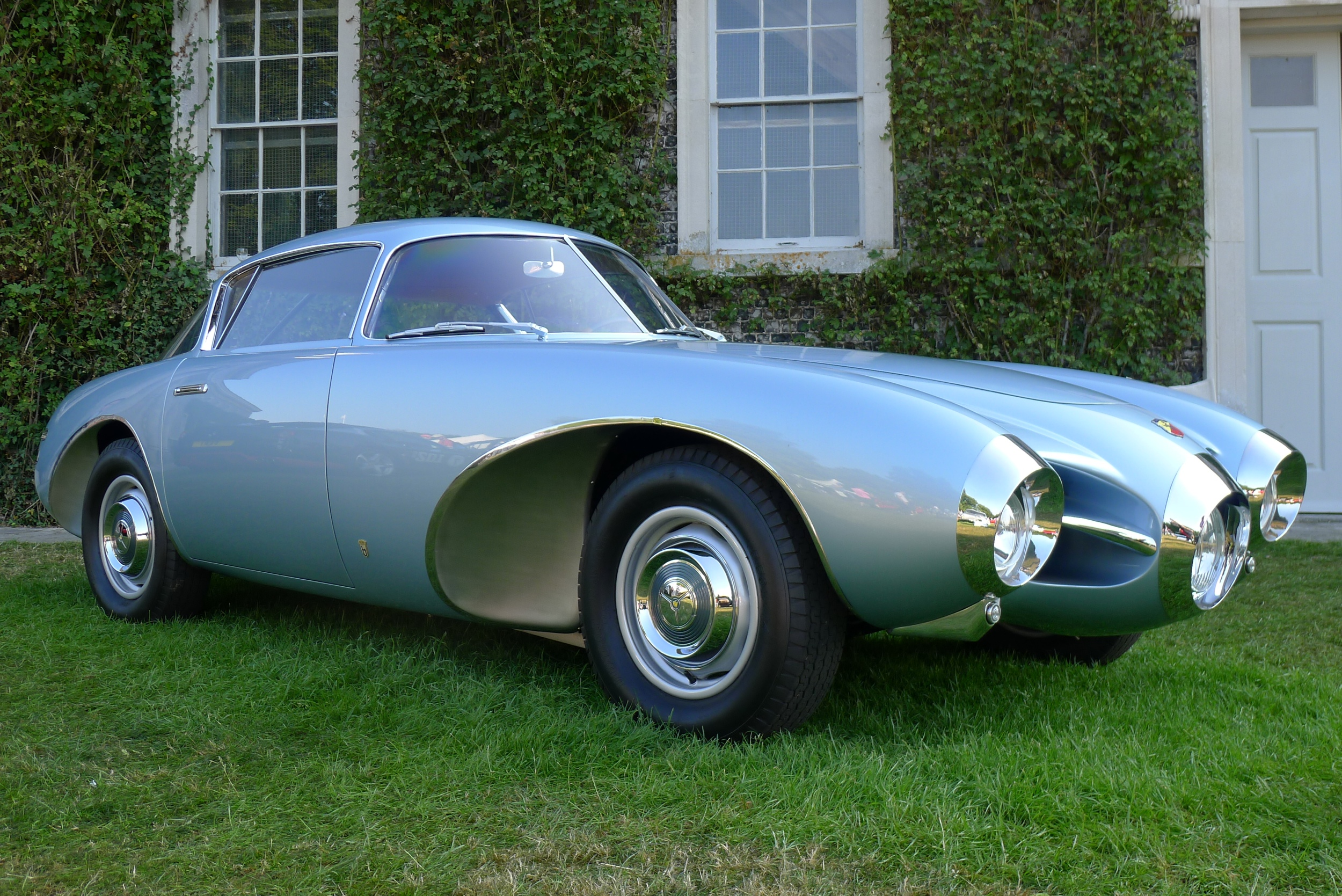
L'Abarth 1500 biposto disegnata da Scaglione nel 1952

- Lancia Aurelia B53 coupé 5 posti, esemplare unico (Carrozzeria Balbo)[1], uno dei primi progetti e l'unica Lancia disegnata da Scaglione
- Fiat 1100 “Utiletta Frasca” (Carrozzeria Ansaloni)
- Abarth 1500 berlinetta biposto, esemplare unico, Bertone
- Fiat-Siata 208 CS spider competizione Bertone
- Fiat-Siata 208 CS coupé 2+2 Bertone

1953

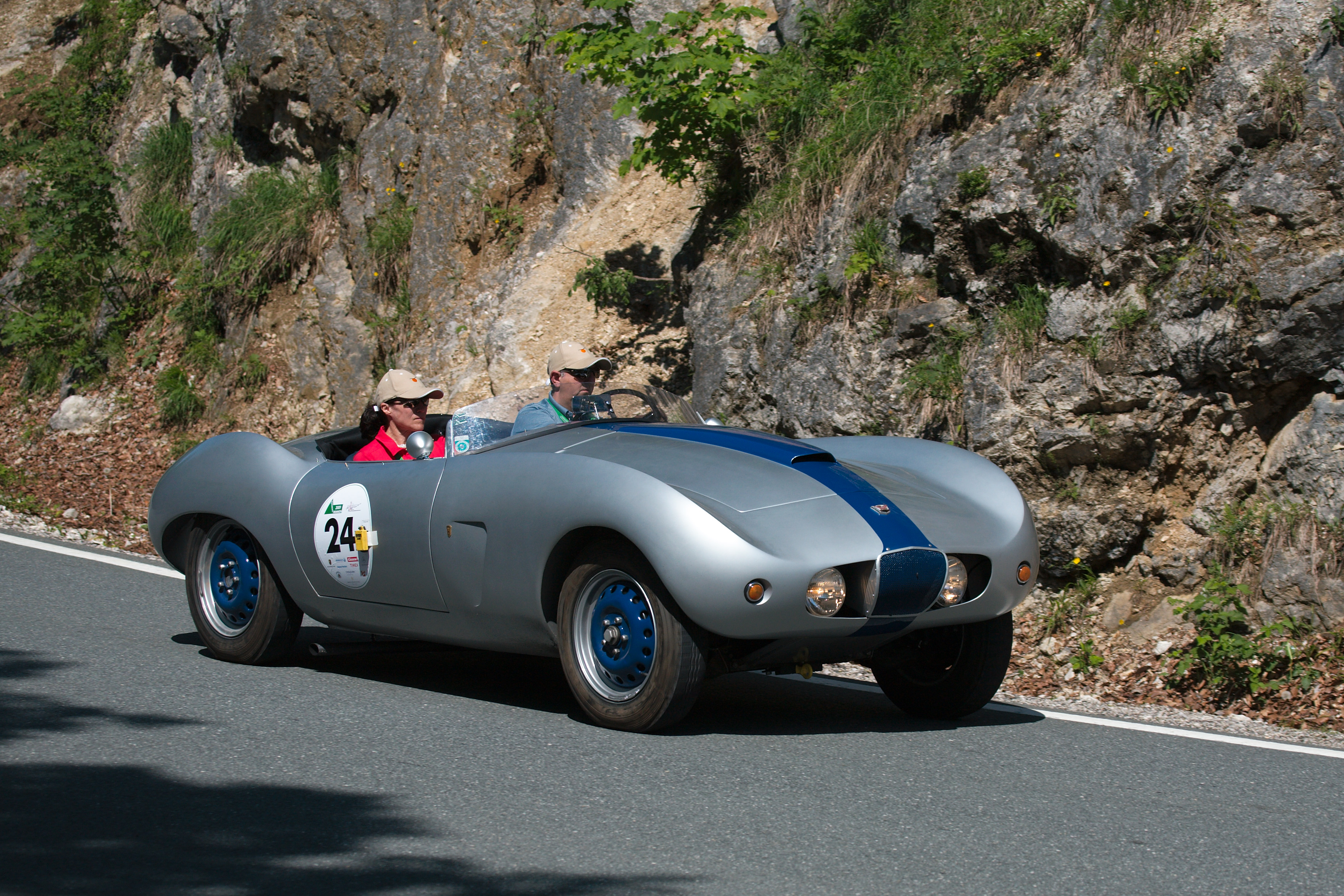
Una Arnolt Bristol

- Fiat-Stanguellini 1100 /103 TV berlinetta Bertone
- Fiat 1100 /103 TV Savio Sport berlinetta
- Alfa Romeo Berlinetta Aerodinamica Tecnica B.A.T. 5 Bertone
- Alfa Romeo 1900L berlina 2 porte Bertone
- Arnolt-Aston Martin DB 2/4 roadster competizione Bertone (2 esemplari)
- Arnolt-Aston Martin DB 2/4 spider Bertone
- Ferrari-Abarth 166 MM/53 spider competizione Bertone
- Arnolt-Bristol 404 X roadster competizione Bertone

1954
- Arnolt Bristol Roadster Deluxe

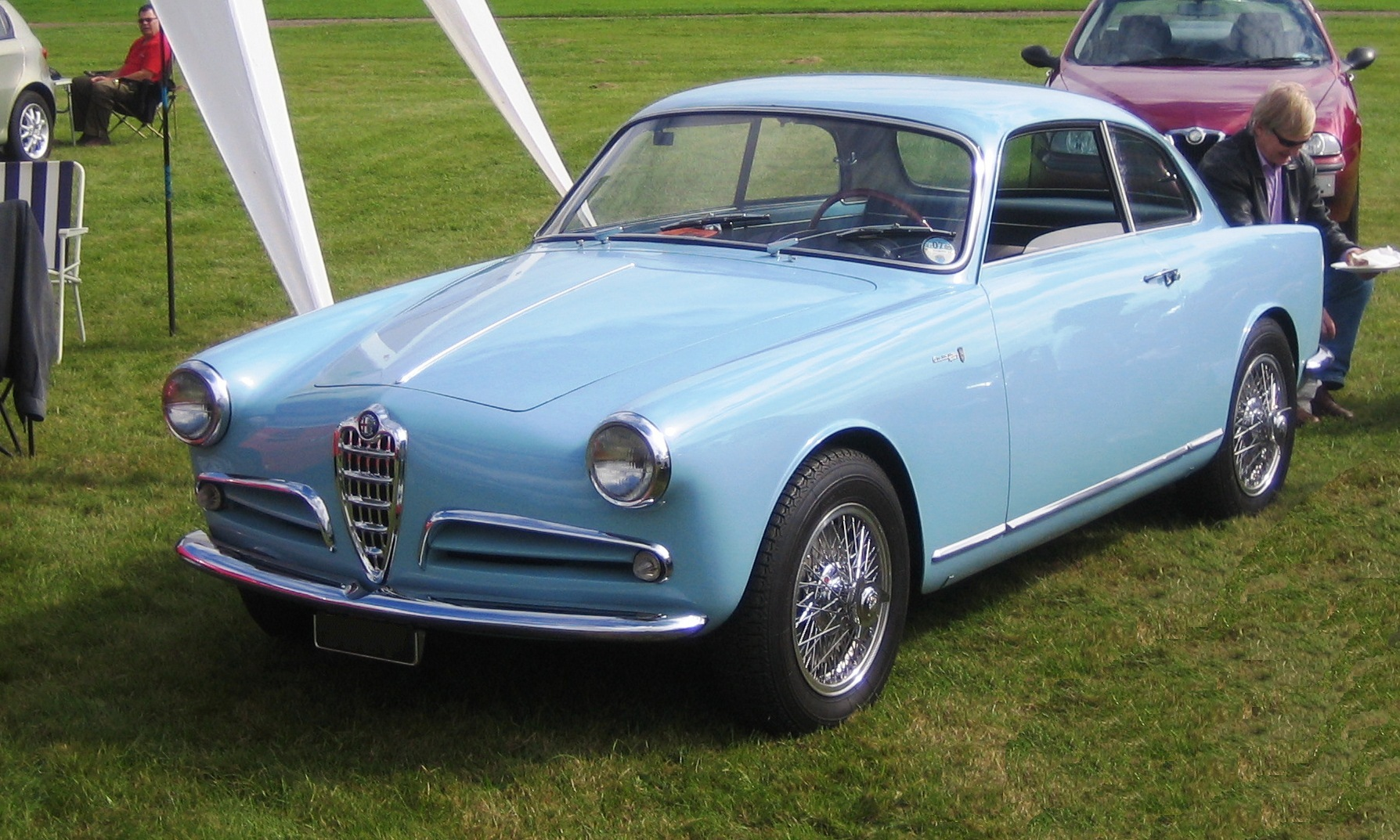
Un'Alfa Romeo Giulietta Sprint 1ª serie del 1954

- Arnolt-Bristol 404 X spider gran turismo Bertone
- Arnolt-Bristol 404 X coupé gran turismo Bertone
- Fiat-Siata 208 CS coupé
- Alfa Romeo “2000 Sportiva” berlinetta competizione (prototipo) Bertone
- Alfa Romeo “2000 Sportiva” spider competizione (prototipo) Bertone
- Alfa Romeo Giulietta Sprint berlinetta Bertone
- Alfa Romeo Berlinetta Aerodinamica Tecnica B.A.T. 7 Bertone
- Fiat-Stanguellini 1100 /103 TV “Cheetah” spider Bertone

1955
- Alfa Romeo Giulietta Sprint Spider prototipo 004 Bertone
- Alfa Romeo Giulietta Sprint Spider prototipo 002 Bertone
- Alfa Romeo 1900 cabriolet “Perla” Bertone
- Alfa Romeo Berlinetta Aerodinamica Tecnica B.A.T. 9 Bertone

1956
- Fiat-Abarth 750 Record Bertone
- Fiat Abarth coupé 215 A Bertone
- Fiat Abarth spider 216 A Bertone
- Arnolt-Aston Martin DB2/4 cabriolet Bertone

1957

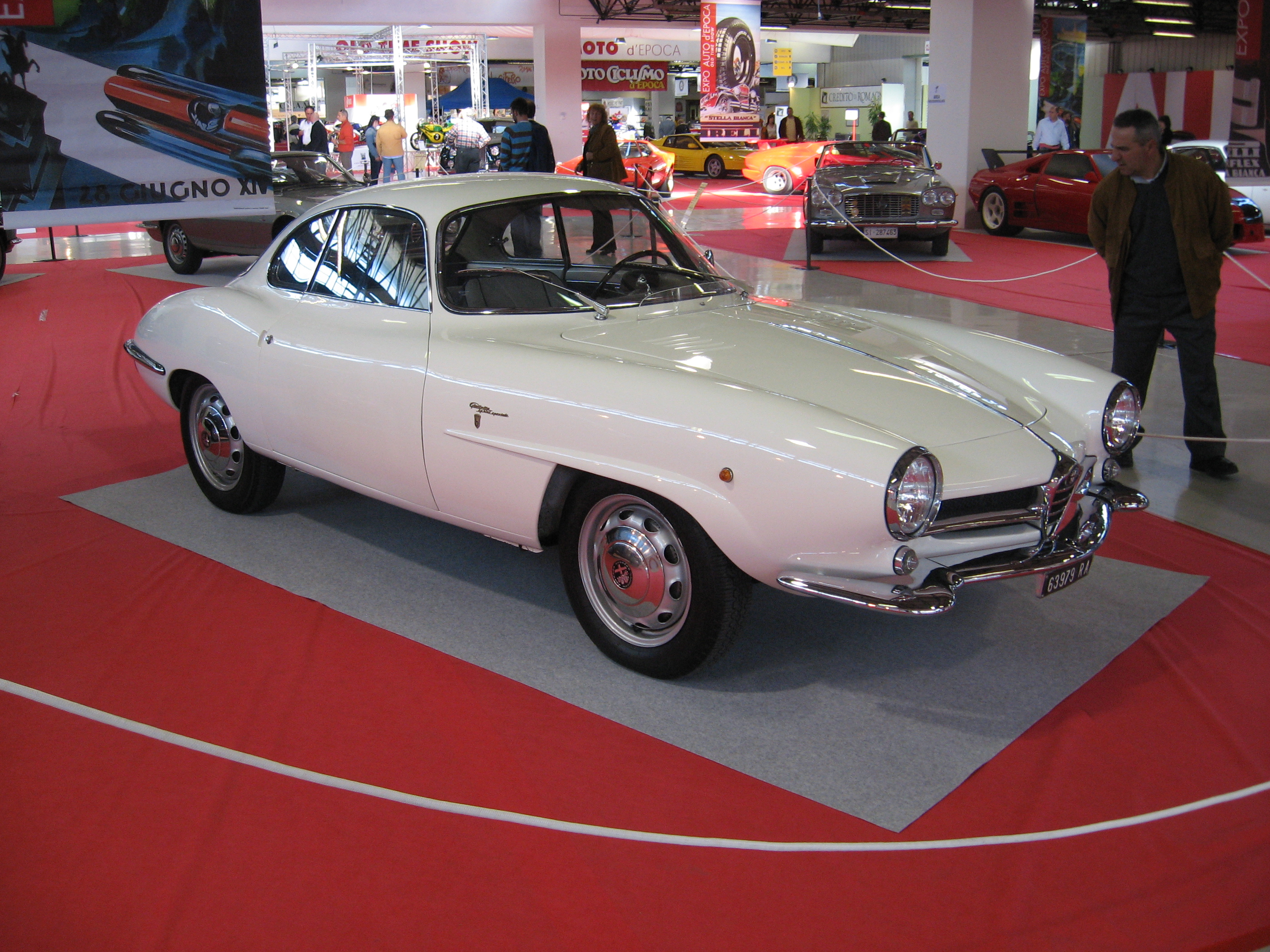
Un'Alfa Romeo Giulietta SS

- Fiat-Stanguellini 1200 spider “America” Bertone
- Aston Martin DB2/4 coupé Bertone
- Jaguar XK150 coupé Bertone
- Alfa Romeo Giulietta Sprint Speciale berlinetta Bertone

1958
- Alfa Romeo-Abarth 1000 berlinetta competizione Bertone
- NSU Prinz Sport coupé (i primi 1 700 circa costruiti dalla Bertone)
- Su concetto Scaglione, in sua assenza:
- NSU Prinz Sport spider Wankel (prototipo 1960, produzione dal 1963)

1959
- Maserati 3500 GT coupé Bertone
- Fiat-Osca 1500 berlinetta Bertone
- Fiat 1200 “Granluce” berlinetta Bertone
- Alfa Romeo 2000 “Sole” Bertone
- NSU Prinz 4 berlina prototipo

1960

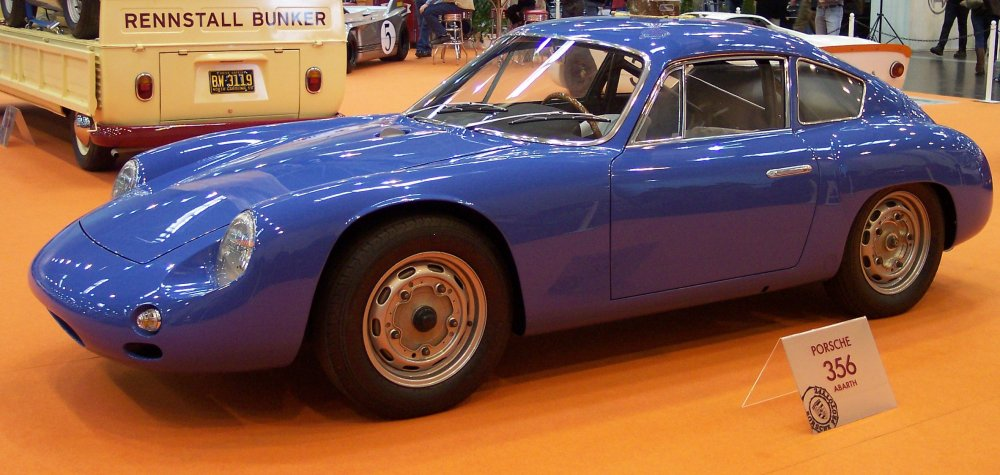
La Porsche-Abarth 356 Carrera GTL

- Porsche-Abarth Carrera GTL berlinetta, Carrozzeria Rocco Motto

1961
- Redesign per Intermeccanica “Apollo” berlinetta 2+2
- Maserati Birdcage tipo 64 Scuderia SSS Repubblica di Venezia

1963
- Prince Motors “Skyline 1900 Sprint” berlinetta
- Apollo GT
- Apollo cabriolet
- Lamborghini 350 GTV coupé prototipo
- Stanguellini-Guzzi “Colibrì” da record
- ATS 2500 GT berlinetta Allemano

1964
- Intermeccanica “Griffith” coupé (e cabriolet?)

1966
- Titania “Veltro GTT”
- Intermeccanica “Torino” cabriolet e coupé

1967
- Alfa Romeo 33 Stradale

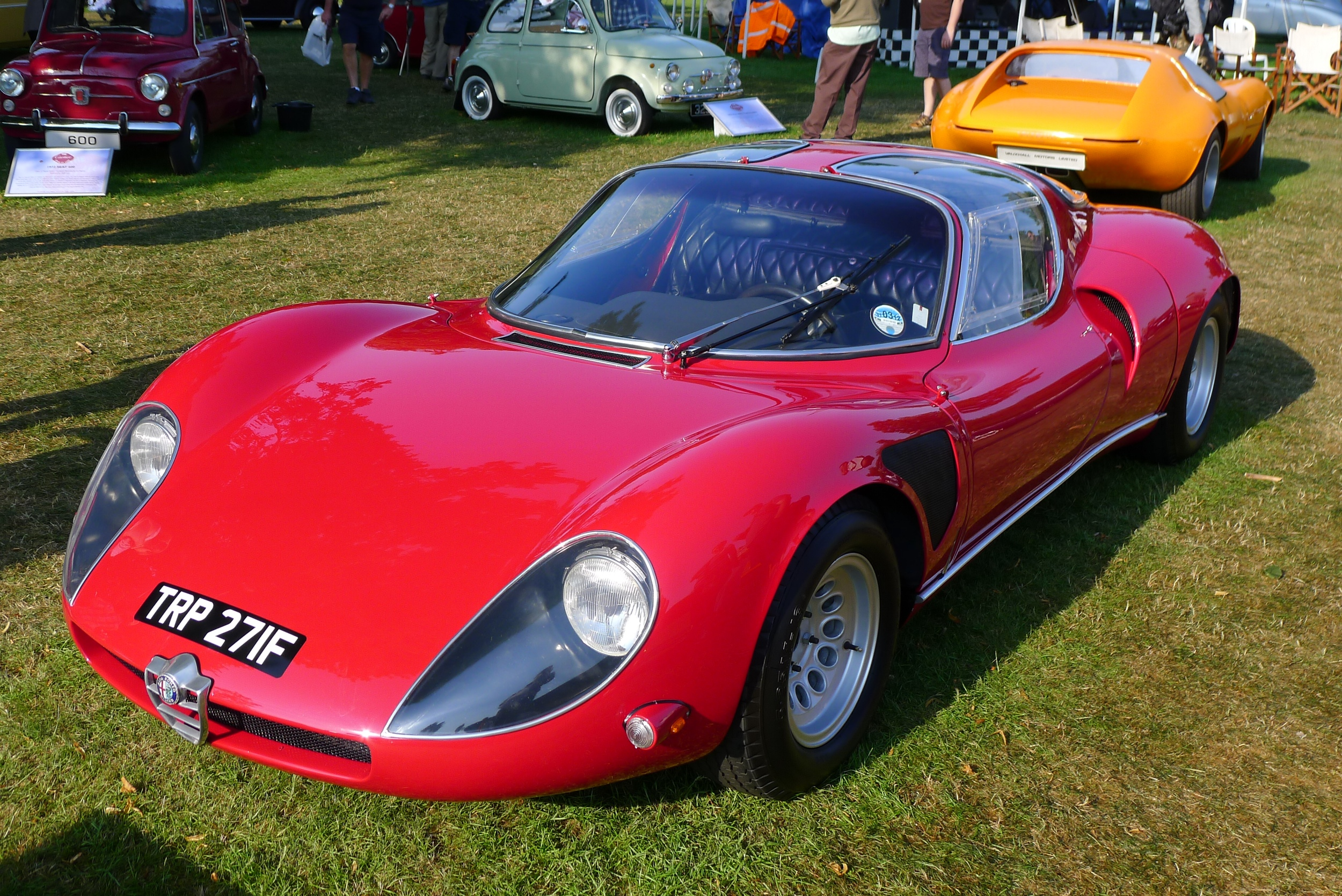
L'Alfa Romeo 33 Stradale

- Intermeccanica Italia IMX cabriolet e coupé

1968
- LMX Sirex

1969
- Intermeccanica “Murena 429 GT” Station Wagon

1970
- Intermeccanica “Italia IMX” berlinetta competizione

1971
- Intermeccanica “Indra” cabriolet

1972
- Intermeccanica “Indra” coupé